# Boca (vino)
Il Boca è un vino DOC la cui produzione è consentita in tutto il territorio comunale di Boca e in parte quelli di Maggiora, Cavallirio, Prato Sesia e Grignasco, in provincia di Novara.

## Caratteristiche organolettiche
colore: rosso rubino brillante con leggere sfumature di granato.
odore: caratteristico e gradevole profumo di mammola.
sapore: sapido, asciutto, armonico con retrogusto di melagrana.

## Storia
Riconosciuto D.O.C. (Denominazione di Origine Controllata) con Decreto del Presidente della Repubblica in data 5 settembre 1969.

## Abbinamenti consigliati
È un buon vino da pasto, adatto all'invecchiamento, si accompagna ad arrosti di carne bianca e rossa e a formaggi stagionati.

## Disciplinare di produzione
Nel disciplinare di produzione è previsto che i vini debbano essere sottoposti a un periodo obbligatorio di invecchiamento in legno. In particolare:
• Il vino "Boca" deve maturare per 34 mesi, di cui 18 in legno.
• Il vino "Boca riserva" deve maturare per 46 mesi, di cui 24 in legno.

## Produzione
Provincia, stagione, volume in ettolitri
Novara (1990/91) 209,4
Novara (1991/92) 199,92
Novara (1992/93) 179,48
Novara (1993/94) 115,43
Novara (1994/95) 131,46
Novara (1995/96) 74,2
Novara (1996/97) 167,3